# 韋俊 (太平天國)
韋俊（1827年—1884年），太平天國北王韋昌輝之弟，广西桂平人。壮族。隨昌輝到金田團營，並改名志俊，1853年太平天國定都天京（今江苏南京）時，封為國宗。

## 生平
韦志俊早年随哥哥韦昌辉参加太平天国起义。太平天国定都后，韦志俊先后曾经跟随秦日纲，石达开西征。参加过武昌、 岳州、田家镇等战役，战功显著。太平軍先後三次攻克武昌，他皆有參戰。1855年第三次攻克武昌後，留韋俊鎮守。1856年4月，湘勇名將羅澤南在武昌城下受重傷，最終不治。
1856年9月的天京事變，韋俊並未參與。翼王石達開逃出天京後，起兵聲討北王，調走武昌援軍。北王被誅後，韋俊害怕受牽連，心中不安，加上孤立無援，在同年12月棄守武昌，轉戰江西。1858年天王洪秀全重立五軍主將，封韋俊為右軍主將，其兄韋昌輝在1851年初立五軍主將時也是封此職。
太平軍名將陳玉成因為叔父陳承瑢在天京事變協助北王而被誅，所以同情韋俊，兩人交情不錯，曾經一起進軍河南，可是其後陳封英王，韋俊成為他的下屬，二人關係惡化。1859年秋，韋俊欲北渡長江投靠李秀成，為陳玉成阻撓，雙方反目械鬥於和州，韋俊便在安徽池州向清軍投降。其部將劉官芳、黃文金等人不願降清，不久倒戈反攻韋俊，奪回池州。韋俊降清後，參與1860年至1861年的安慶之戰，累有戰功，由於他是北王近親，所以未得到清廷重用，在攻陷天京後便被迫退休，解除兵權。
韋俊因降清不見容於金田老鄉，晚年在安徽蕪湖居住，死後葬于宣城，是太平軍极少数倖存的將領。